# توملهد
تومله‌هید (به سوئدی: Tumlehed) یک منطقهٔ مسکونی در سوئد است که در بخش یوتبری واقع شده‌است. 'تومله‌هید ۰٫۳۸ کیلومتر مربع مساحت و ۴۷۵ نفر جمعیت دارد.